# Період Асука
Період Áсука (яп. 飛鳥時代 — асука дзідай) — епоха в історії Японії (538–710). Другий підперіод епохи Ямато. Названий за місцезнаходженням тогочасного політичного центру країни у долині Асука (суч. префектура Нара). Особливостями епохи є поширення буддизму, поява централізованої держави китайського зразка, створення першого законодавчого зводу «ріцурьо» та розквіт японської культури під впливом материкових філософських і мистецьких ідей.

## Походження назви
Назва періоду походить від місця розташування столиці та палаців імператорів Японії Ⅶ–Ⅷ століття у сучасному районі Асука префектури Нара. Термін «період Асука» активно використовувався мистецтвознавцями і архітекторами для позначення особливостей японської культури Ⅶ–Ⅷ століть. З початку ⅩⅩ століття він був використаний істориками для визначення часового відрізку історії Японії, який почався з занепаду культури курганів і закінчився встановленням постійної столиці у місті Хейдзьо (суч. місто Нара).

## Диктатура роду Соґа

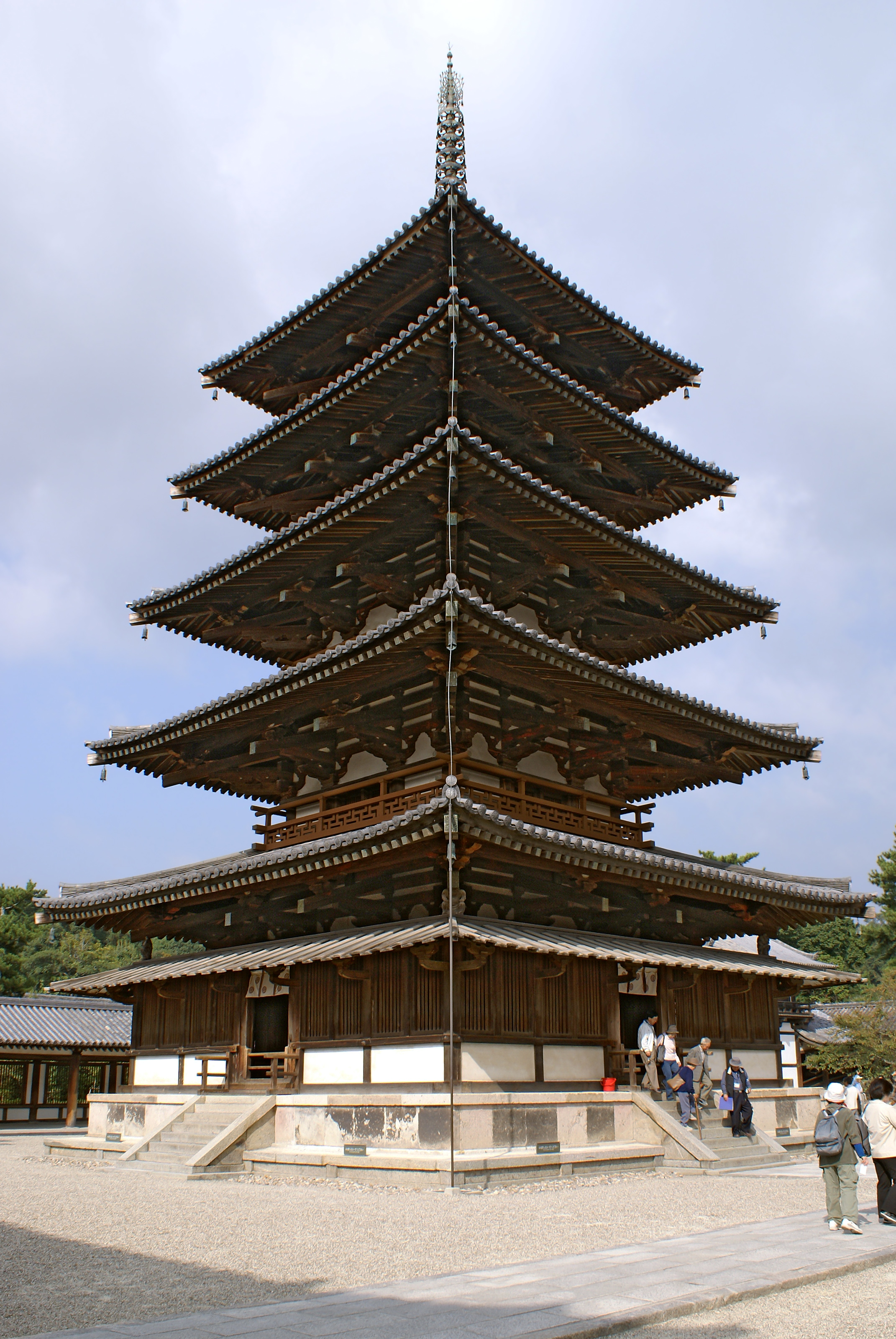
Найстаріша дерев'яна споруда світу — п'ятиярусна пагода храму Хорюдзі, збудована за часів принца Шьотоку

Прийняття буддизму в країні призвело до війни між великими родами Японії. Захисники традиційних вірувань, рід Мононобе, були розбиті родом Соґа, які активно сприяли поширенню іноземного вчення. Перемога останніх закріпила їх політичне лідерство. Соґа почали надавати дружин імператорському роду і, фактично узурпували владу в країні. Пік їхньої слави припадає на роки життя Соґа но Умако (551-626), голови роду Соґа і впливового політика, який міняв імператорів на японському престолі за власним бажанням. За його допомоги вперше трон посіла жінка — імператриця Суйко (593-628).

### Політикапринца Шьотоку
На часи диктаторства роду Соґа припадає діяльність принца-регента Шьотоку (574-622). Він провів велику кількість реформ, які були спрямовані на створення централізованої виконавчої вертикалі та поширення буддизму. Принц також склав у 604 році «першу японську конституцію», яка називалась «Конституція сімнадцяти статей». Шьотоку запровадив китайський календар, налагодив транспорту мережу, уклав перші японські історичні хроніки, які не збереглися до сьогодні, та звів багато буддистських храмів. Він також регулярно відсилав посольства до китайської імперії Суй. В одному із листів посольства, замість старої назви країни Ямато, принц вперше вжив слово Японія (Хіномото, Ніппон).

## Переворот Тайка
Більшість японських аристократичних родів були невдоволені диктаторством Соґа. У 645 році опозиція під керівництвом принца Нака но Ое (майбутнього імператора Тендзі) та Накатомі но Каматарі (засновника роду Фудзівара) знищили родину Соґа і захопили владу у країні. Революціонери вирішили провести фундаментальні реформи — «оновлення Тайка» (大化改新). Суть реформ полягала у наближенні японських політичних і соціальних стандартів до цивілізованих, тобто китайських.
Основою реформування стало законодавство. Японці перейняли китайські цивільні (律, ріцу) і адміністративні (令, рьо) закони і адаптували їх до свої потреб, виробивши базу для створення «правової держави» — ріцурьо кокка (律令国家).
Було створено централізований владний апарат на чолі з імператором та детально розроблена виконавча вертикаль і горизонталь. Відповідальність за справи у країні ніс уряд з міністерствами, які упорядковувалися чиновниками з вельможних родин.
Уся земля, разом із тими, хто на ній проживав, проголошувалася власністю держави, тобто імператора. Були складені земельні кадастри. Населення було записано у реєстри косекі та оподатковано.
У результаті адміністративної реформи, країну поділили на 60 провінцій, які у свою чергу ділися на повіти та села. У кожній провінції розмістили регіональну адміністрацію і військову дивізію.
За заслуги у перевороті Тайка, Накатомі но Каматарі отримав прізвище Фудзівара. Його нащадки стали найбільш наближеним до імператора аристократичним родом, і, фактично, керували країною до кінця 12 століття. Принц Нака но Ое, ставши імператором Тендзі (626-672), вперше серед японських правителів прийняв титул тенно (天皇, «небесного монарха», на Заході перекладається як «імператор»). Його наступник, імператор Темму (631-686), продовжив реформаторську політику свого попередника, посиливши роль монарха у системі влади.

### Система ріцурьо
Законодавчі положення ріцурьо (律令) були систематизовані та зібрані у кодекси. Першим було укладено Кодекс Омі (668), названий за ім'ям столичного палацу імператора Тендзі. Другий, Кодекс Асука Кійоміхара (689), був написаний у резиденції імператриці Дзіто (645-702). Найповнішим виданням став Кодекс років Тайхо (大宝律令, тайхо ріцурьо), положення якого, із невеликими доповненнями, діяли аж до 1868 року. Вважається, що цивільний кодекс ріцу було скопійовано з китайських зразків, а адміністративний рьо сильно перероблено відповідно до японських реалій.
Згідно з Кодексом Тайхо, японська управлінська система очолювалася урядом дайдзьокан (太政官), якому підпорядковувалося вісім міністерств. Серед них — центральне міністерство, міністерство церемоній, міністерство цивільних справ, міністерство імператорського господарства, міністерство юстиції, військове міністерство, міністерство народних справ і міністерство фінансів. Уряду також підпорядковувалося відомство релігій — «уряд богів Неба і Землі», дзінґікан (神祇官), який формально був незалежним від основного уряду. Нижче міністерств стояли столичні службові відомства та адміністрації провінцій. Попри те, що китайське законодавство передбачало відбір чиновників незалежно від їхнього соціального походження, японські закони уможливлювали кар'єру лише вихідцям із знатних родин.
Кодекс Тайхо не уточнював функції імператора, але визначав його як незмінного голову держави. Саме це стало причиною довго існування інституту японських монархів, навіть після втрати ними реальної політичної влади у середньовіччі.

## Міжнародні відносини

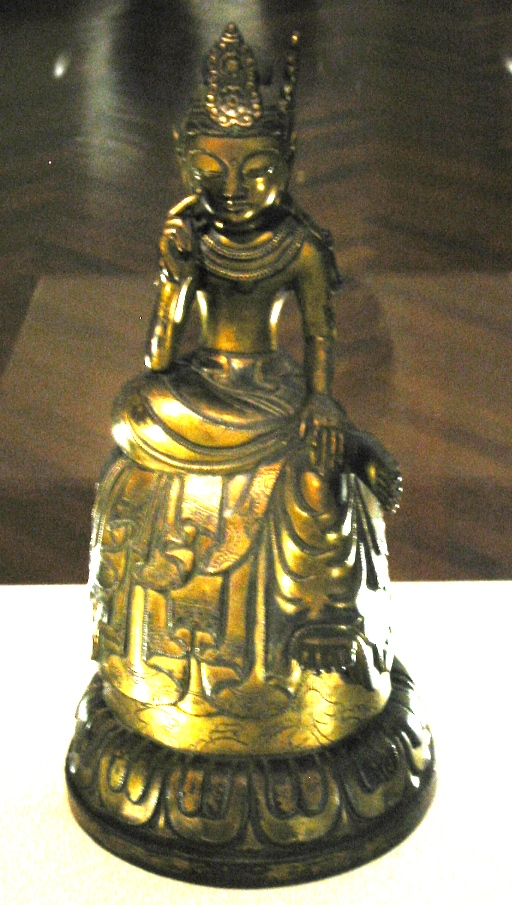
Бодхісатва у корейському стилі (період Асука. Токійський Національний Музей)

До середини 7 століття Японія брала активну участь у міждержавних відносинах країн Східної Азії. Зокрема, японські імператори проводили політику постійного втручання у справи Корейського півострова, на півдні якого вони мали володіння. Японці підтримували королівство Пекче у його боротьбі за виживання з іншими корейськими королівствами — Сілла і Когурьо.
Також, Японія дуже цінувала добросусідські відносини з китайською імперією Тан, у формальній васальній залежності якої вона перебувала. З 600 по 659 роки до західного сусіда було відправлено сім посольств із дарами і даниною.
Різким поворотом у зовнішній політиці Японії періоду Асука стало втручання китайської імперії Тан у корейські справи. 660 року китайці разом із державою Сілла знищили споконвічного союзника японців — державу Пекче. Вцілілі рештки пекчеського королівського двору попрохали військової допомоги Японії, однак союзні японсько-корейські сили були розбиті китайською ескадрою у 663 році у битві при Пекґанґ. В результаті цієї поразки Корейський півострів був об'єднаний державою Сілла, а Японські острови опинилися під загрозою китайського вторгнення. Японці припинили активні зовнішньополітичні дії, кинувши усі сили на укріплення власних володінь на архіпелазі. До Японії прибули тисячі корейських біженців, серед яких були першокласні адміністратори, митці і науковці.
Незабаром, конфлікт Тан між Сілла за верховенство на Корейському півострові, змусив останню прохати допомогу японців і визнати себе васалом японських монархів. Проте залежність Сілла від Японії завершилась з перемогою корейців над Тан. Японський зовнішньополітичний курс на відновлення впливу у Кореї провалився.
Японці відмовилися від активної зовнішньої політики. У 680-х роках вони відновили сюзеренсько-васальні відносини з імперією Тан, але зберегли амбіції стосовно Кореї, що відбилося у формуванні японської концепції «Піднебесної».

## Культура
Період Асука ознаменувався сильним впливом китайської та корейської культурної традиції на розвиток японської культури. Особливо це позначилося у сферах прикладного мистецтва, скульптурі, архітектурі, одязі.
Однак водночас виробився оригінальний японський стиль. Так архітектурні ансамблі храму Хорюдзі, який був зведений принцом Шьотоку у 607 році, не мають аналогів Китаї чи Кореї. А фрески у кургані Такамацудзука багато у чому відрізняються від материкових зразків.
Період з 646 по 719 роки позначився поширенням так званої «культури Хакухо». Її особливостями стало поширення реалістичного відображення дійсності у скульптурі, живописі і літературі.
Щодо літератури цієї доби, то вона відзначена розквітом двох жанрів — синтоїстської культової поезії норіто та імператорських наказів семмьо. Окрім того, спостерігався розквіт усної народної творчості: любовних, військових, обрядових пісень; міфів, казок, легенд тощо. Частина віршів поетичної збірки «Манйосю» (759) були складені у цей період.

## Основні події
- 538 — Прибуття посольства з корейської держави Пекче до Японії з пропозицією прийняти буддизм;
- 540 — Створення перших реєстрів іммігрантів з Китаю та Кореї;
- 552 — Диспут між родами Соґа і Мононобе щодо доцільності прийняття буддизму;
- 587 — Перемога родини Соґа над родом Мононобе у релігійній війні;
- 588 — Інтронація імператора Сусюна;
- 592 — Вбивство імператора Сусюна найманцями Соґа но Умако. Інтронація імператриці Суйко. Встановлення диктатури Соґа;
- 593 — Призначення принца Шьотоку регентом;
- 600 — Посольство до китайської імперії Суй;
- 604 — Складання «Конституції Сімнадцяти статей»;
- 607 — Посольство до китайської імперії Суй; Перше вживання назви «Японія»;
- 645 — Переворот Тайка. Вбивство Соґа но Ірука;
- 646 — Оголошення імператорського едикту «Оновлення Тайка». Початок політико-соціальних реформ;
- 663 — Поразка японських військ у битві при Пекґанґ. Згортання активного зовнішньополітичного курсу;
- 670 — Складання загальнояпонського реєстру населення;
- 681 — Складання законодавчого кодексу Асука Кійоміхара;
- 694 — Перенесення столиці до Фудзівара-кьо;
- 701 — Складання законодавчого кодексу Тайхо. Систематизація законів ріцурьо;
- 708 — Початок карбування японської монети;
- 710 — Перенесення столиці до Хейдзьо-кьо (суч. місто Нара).